# Austin Nichols
Austin Nichols (født 24. april 1980) er en amerikansk tv- og filmskuespiller.
Nichols har optrådt i gæsteroller på tv-serier så som CSI, Six Feet Under, Friday Night Lights og Deadwood. Hans filmroller inkluderer 2004 blockbuster-filmen The Day After Tomorrow, hvor han spillede en akademisk og romantisk rival til Jake Gyllenhaals hovedrolle. I Wimbledon, en film der også havde premiere i 2004, spillede Nichols en arrogant professionel tennisspiller, overfor Kirsten Dunst og Paul Bettany. Han har skrevet under på en usædvanlig fastholdnings aftale med HBO, hvor hans senest optrådte i sin egen serie, John from Cincinnati. Siden 2008, har han optrådt i en tilbagevendende rolle som Julian Baker i tv-serien One Tree Hill.
Nichols er søn af en 10-dobbelt vandskimester og voksede op i Austin, Texas. Han var en succesfuld konkurrencedygtig vandskiløber indtil en skulderskade tvang ham til at trække sig tilbage. Kort tid derefter flyttede Nichols til Los Angeles, Californien, for at forfølge en karriere som skuespiller.

## Udvalgt filmografi

### Film
- Holiday in the Sun (2011) – Griffen Grayson
- The Day After Tomorrow (2004) – J.D.
- Wimbledon (2004) – Jake Hammond
- Prayers for Bobby (2009) – Ed Griffith

### Tv-serier
- CSI: Crime Scene Investigation (2001) – Adam Walkey
- Six Feet Under (2002) – Kyle / Tall Stoner
- Deadwood (2006) – Morgan Earp
- John from Cincinnati (2007) – John Monad
- Friday Night Lights (2007) – Noah Barnett
- One Tree Hill (2008–12) – Julian Baker
- The Walking Dead (2015-16) – Spencer Monroe